# Отношения ДР Конго и Руанды
Отношения Демократической Республики Конго и Руанды — двусторонние дипломатические отношения между Демократической Республикой Конго (ДР Конго) и Руандой. Протяжённость государственной границы между странами составляет 221 км. Отношения приостановлены с 25 января 2025 года.

## История
В декабре 2008 года после нескольких месяцев проведения двусторонних переговоров, Руанда и ДР Конго объявила о сближении и совместной военной операции против основной причины нестабильности в районе Великих озёр — Демократических сил освобождения Руанды (ДСОР). Государства также сотрудничали в реинтеграции повстанческих сил Национального конгресса народной обороны (КНДП) в вооружённые силы ДР Конго, а лидер повстанцев Лоран Нкунда был задержан руандийскими властями.
Отношения между этими центральноафриканскими странами улучшились после успешной борьбы против общего врага на конголезской территории. Правительства ДР Конго и Руанды предприняли шаги по восстановлению официальных дипломатических отношений после более чем десятилетнего перерыва. В ноябре 2009 года ДР Конго утвердила дипломатического представителя в Кигали, а Руанда назначила представителя в Киншасу двумя месяцами ранее. Между двумя странами сложились непростые отношения после вторжения руандийцев в восточную часть ДР Конго в 1998 году для нападения на повстанцев хуту, большинство из которых бежали после геноцида 1994 года. В 2009 году успешная совместная военная операция двух стран против повстанческих сил хуту помогла улучшить отношения.
В 2022 году на территории ДР Конго проживало 210 067 беженцев из Руанды, а в Руанде проживало 76 530 беженцев из ДР Конго. Оба государства являются членами Восточноафриканского сообщества.
25 января 2025 года ДР Конго приостановило дипломатические отношения с Руандой. 26 января 2025 года министр иностранных дел ДР Конго Тереза Вагнер заявила, что Силы обороны Руанды вторглись на территорию её страны и оказывают поддержку «Движению 23 марта», назвав происходящее — «объявлением войны».

## Дипломатические представительства
- ДР Конго имело посольство в Кигали[7].
- Руанда имела посольство в Киншасе[8].

26 января 2025 ДР Конго закрыла посольство Руанды и отозвала своих дипломатов.